# Parascotia lignaria
Parascotia lignaria är en fjärilsart som beskrevs av Fabricius 1794. Parascotia lignaria ingår i släktet Parascotia och familjen nattflyn. Inga underarter finns listade i Catalogue of Life.